# Dodge (Wisconsin)
Dodge è un comune degli Stati Uniti, situato in Wisconsin, nella Contea di Trempealeau.